# Sybra albopunctata
Sybra albopunctata är en skalbaggsart som beskrevs av Stefan von Breuning 1939. Sybra albopunctata ingår i släktet Sybra och familjen långhorningar.
Artens utbredningsområde är Filippinerna. Inga underarter finns listade i Catalogue of Life.